# نوروود، شهرستان پولاسکی، کنتاکی
نوروود (به انگلیسی: Norwood) یک منطقهٔ مسکونی در ایالات متحده آمریکا است که در شهرستان پلاسکی، کنتاکی واقع شده‌است. نوروود ۳۴۱٫۹۹ متر بالاتر از سطح دریا واقع شده‌است.